# الجبهة الأوكرانية الأولى
 الجبهة الأوكرانية الأولى هي جبهة سوفييتية شاركت في الحرب العالمية الثانية، تأسست في 20 أكتوبر 1943، بعد أن تم تغيير اسم جبهة فورونيج إلى الجبهة الأوكرانية الأولى. شاركت الجبهة في معارك في أوكرانيا وبولندا وألمانيا وتشيكوسلوفاكيا خلال عامي 1944 و 1945.
خلال عام 1944، شاركت الجبهة مع جبهات أخرى في معارك جيب كورسن ومعركة جيب هوب في أوكرانيا. ثم شاركت في هجوم لوفوف - ساندوميرز ومعركة تيرنوبيل. وفي عام 1945، شاركت الجبهة في هجوم فيستولا - الأودر وهجمات سيليزيا وحصار فروتسواف، كما شاركت أيضًا في برلين وهي العمليات التي جرت في ألمانيا وبولندا. كانت الجبهة أيضًا طرفًا رئيسيًا في حصار هالب وهجوم براغ الذي كان آخر معارك الحرب العالمية الثانية في أوروبا.
انتصرت الجبهة في جميع العمليات التي شاركت فيها على منافسيها في أوروبا. وفي أعقاب الحرب، شكلت الجبهة مجموعة القوات الجيش الأحمر الوسطى والتي تمركزت في النمسا والمجر، والتي تولت تنفيذ عملية الستار الحديدي.
تكونت الجبهة الأوكرانية الأولى من:
- جيش الحرس السوفييتي الثالث.
- الجيش الثالث عشر.
- جيش الحرس السوفييتي الخامس.
- الجيش البولندي الثاني.
- الجيش الثاني والخمسون.
- الجيش الجوي الثاني.
- جيش حرس الدبابات الثالث.
- جيش حرس الدبابات الرابع.
- الجيش الثامن والعشرون.
- الجيش الحادي والثلاثون.

## وصلات خارجية
- 1st Ukrainian Front